# Ardgroom
Ardgroom é uma vila na península de Beara no Condado de Cork, Irlanda. Localiza-se a noroeste de Glenbeg Lough.